# Michelle Ferrari
Michelle Ferrari (nacida Cristina Ricci; La Spezia, Liguria, 22 de diciembre de 1983) es una ex actriz pornográfica y personalidad de televisión italiana.

## Carrera
Ferrari comenzó su carrera en 2005 con una película amateur rodada con su novio de aquel entonces. Ella eligió su nombre artístico por la actriz y personalidad de la televisión Michelle Hunziker.
Su actriz favorita era Moana Pozzi, con quien Michelle se identifica profundamente: «[ella] siempre ha admitido que ha hecho una elección consciente, de hecho se ha acercado al mundo de la pornografía solo por placer, ciertamente no necesitaba dinero ni éxito, en esto creo que me parezco mucho a ella». En 2007 publicó una autobiografía, Volevo essere Moana (Yo quería ser Moana), editada por Mondadori; el libro se publicó simultáneamente con una novela de su madre, Fioralba Vittoria Latella, Ho trovato il punto G nel cuore (He encontrado el punto G en mi corazón).
En 2012 anunció su candidatura a las elecciones municipales de La Spezia por el Movimiento 5 Estrellas. Su candidatura fue posteriormente retirada por el propio partido tras el clamor que siguió.
Ferrari participó en varios programas de televisión, incluidos Maurizio Costanzo Show e Il Bivio. En 2009 participó en Cuasi TG, de Radio Deejay, y fue coanfitriona de Il Filmaccio, de Comedy Central. También protagonizó las bromas pesadas del programa de FX Sexy Camera all'italiana (2009) y del programa de Comedy Central Sexy Angels (2011).
Actualmente, se dedica al agroturismo junto a su madre.

## Filmografía
| Año  | Título                                       | Director             | Papel         | Nota                |
| ---- | -------------------------------------------- | -------------------- | ------------- | ------------------- |
| 2005 | Incontro proibito                            | Steve Morelli        |               | Escena 3            |
| 2005 | Michelle: il debutto                         | Marzio Tangeri       |               |                     |
| 2005 | Vizio di coppia                              | Marzio Tangeri       |               |                     |
| 2005 | Irresistibile Michelle                       | Marzio Tangeri       |               | Escenas 1 y 2       |
| 2006 | Sex Crime                                    | Marzio Tangeri       |               |                     |
| 2006 | Sbattimi dietro fino a farmi male            | Michael Bernini      |               |                     |
| 2006 | Amami zio                                    | Marzio Tangeri       |               | Escenas 1, 3 y 5    |
| 2007 | Mente criminale                              | Tony Camphora        |               |                     |
| 2007 | Luna's Angels                                | Francesco Fanelli    |               |                     |
| 2007 | Lo stallone infuriato                        | Andrea Nobili        |               |                     |
| 2007 | Via col ventre                               |                      |               |                     |
| 2008 | Nero familiare                               | Silvio Bandinelli    |               | Escena 5            |
| 2008 | Glamour Dolls 3                              | Andrea Nobili        |               | Escena 5            |
| 2009 | Ritratto di famiglia in un interno           | Andy Casanova        |               | Escenas 2 y 3       |
| 2009 | Quando non prendevano i soldi                |                      |               | Escena 2            |
| 2009 | Fuck Files 2                                 | Marzio Tangeri       |               |                     |
| 2009 | Superpoliziotta                              | Joe Serrano          |               | Escenas 4 y 5       |
| 2010 | Nessuno deve sapere                          | Susi Medusa Gottardi | Karen Mancini | Escenas 1 y 3       |
| 2011 | Bastardi                                     | Matteo Swaitz        |               | Escenas 2 y 4       |
| 2013 | Le collaudatrici della catena di pompaggio 1 | Giada Da Vinci       |               | Escenas 1, 2 y 4    |
| 2013 | Le collaudatrici della catena di pompaggio 2 | Giada Da Vinci       |               | Escenas 1, 3, 5 y 6 |
| 2013 | Le collaudatrici della catena di pompaggio 3 | Giada Da Vinci       |               |                     |
| 2013 | Michelle e Giada Intimitè Saffica            |                      |               |                     |
| 2014 | Bambola del sesso                            | Martina Gold         |               |                     |
| 2014 | Le collaudatrici della catena di pompaggio 4 | Giada Da Vinci       |               |                     |
| 2014 | Le collaudatrici della catena di pompaggio 5 | Giada Da Vinci       |               |                     |
| 2014 | He Can't See Us                              |                      |               |                     |
| 2014 | Lesbian Orgy on Live Stage                   |                      |               |                     |
| 2014 | Michelle Lick My Squirt                      |                      |               |                     |
| 2015 | SePartyAmo 1                                 | Giada Da Vinci       |               |                     |
| 2015 | SePartyAmo 2                                 | Giada Da Vinci       |               |                     |
| 2015 | SePartyAmo 3                                 | Giada Da Vinci       |               |                     |
| 2015 | SePartyAmo 4                                 | Giada Da Vinci       |               |                     |
| 2015 | SePartyAmo 5                                 | Giada Da Vinci       |               |                     |
| 2016 | Sofia Loves Her Friends 3                    |                      |               |                     |